# Christine Musselin
Christine Musselin, née le 10 février 1958 à Fontenay-sous-Bois, est une sociologue française.
Elle a dirigé de 2007 à 2013 le centre de sociologie des organisations (CSO), unité mixte de recherche rattachée à l'Institut d'études politiques de Paris et au CNRS, avant d'être nommée directrice scientifique de Sciences Po.

## Biographie

### Jeunesse et études
Christine Musselin a fait ses études à l'École supérieure de commerce de Paris (ESCP), dont elle est diplômée en 1980. Elle obtient un DEA de sociologie à l'IEP de Paris en 1982. Elle présente sa thèse en 1987 sous la direction de Michel Crozier. Elle est habilitée à diriger des recherches en 2000 à l'université Paris-Nanterre.

### Parcours professionnel
Christine Musselin a commencé sa carrière d'enseignante à l'École supérieure des sciences économiques et commerciales (ESSEC) en 1983. Il y enseigne jusqu'en 1986. Elle enseigne ensuite à l'École nationale des ponts et chaussées de 1988 à 1990, puis au Conservatoire national des arts et métiers (CNAM) de 1990 à 1993.
À partir de 1990, elle développe plusieurs enseignements à l'Institut d'études politiques de Paris. En 2013, elle est nommée directrice scientifique de l'école, succédant à Bruno Latour. Elle occupe cette fonction jusqu'en 2018.
En 2012, elle se déclare candidate à la succession de Richard Descoings à la direction de Sciences Po, en vain, ainsi qu'en 2021 pour prendre la suite de Frédéric Mion. Elle ne recueille que trois voix sur 23.

### Activités scientifiques
Christine Musselin a mené de nombreux travaux scientifiques autour du thème de l'enseignement supérieur et de la recherche. Elle dirige d'ailleurs un programme de recherche comparatif sur les systèmes d'enseignement supérieur autour de trois axes : le gouvernement des universités, le pilotage des systèmes d'enseignement supérieur par les autorités publiques, et l'étude des marchés du travail universitaires.

### Responsabilité scientifiques
Depuis 2008, Christine Musselin est membre du conseil scientifique de l'Observatoire des sciences et des techniques (OST), membre du conseil scientifique du centre Marc-Bloch, et membre du conseil scientifique de la ville de Paris. 
Elle participe aussi à la sélection des universités des Initiatives d'excellence allemande depuis 2009.
Christine Musselin a participé à la commission Schwartz sur l'avenir des personnels de l'enseignement supérieur lancée par la ministre de l'Enseignement supérieur et de la Recherche Valérie Pécresse, en 2008, au moment de la réforme relative à l'autonomie des universités.

## Principales publications
- En quête d'universités, Paris, l'Harmattan, 1989, avec Erhard Friedberg.
- L’État face aux universités, Paris, Anthropos, 1993, avec Erhard Friedberg.
- La longue marche des universités françaises, Paris, Presses universitaires de France, 2001 (publié en anglais : The long March of French Universities, New York, Routledge, 2004).
- Le marché des universitaires : France, Allemagne, États-Unis, Paris, Presses de Sciences Po, 2005 (publié en anglais : The markets for academics, New York, Routledge, 2010).
- La grande course des universités, Paris, Presse de Sciences Po, 2017

### Articles
- « L'université des professeurs », in Sociologie du travail, 31(4), p. 455–476, 1989, avec E. Friedberg.
- « Structures formelles et capacités d'intégration dans les universités françaises et allemandes », in Revue française de sociologie, 31(3), p. 439–461, 1990.
- « Les marchés du travail universitaires, comme économie de la qualité », in Revue française de sociologie, 37(2), p. 189–208, 1996.
- « Perspectives pour une analyse sociologique des marchés du travail universitaires », in L'Année sociologique, 50 (2), p. 521–542, 2000.
- « Le concept de qualité : où en sommes-nous ? », in Sociologie du travail, 44 (2), p. 255–260, 2002, avec C. Paradeise (publié en anglais dans Sociologie du travail in English en 2004)
- (en) « European academic labor markets in transition », Higher Education, 49, p. 135-154, 2005.
- « Sociologie de l'action organisée et analyse des politiques publiques : deux approches pour un même objet ? », in Revue française de science politique, 55(1), p. 51-71, 2005.
- (en) « The steering of higher education systems: a public management perspective », in Higher Education, 56, p, 325–348, 2008 avec E. Ferlie et G. Andresani.
- « Les universitaires », in Repères sociologie, La Découverte, 2008, 119 p.